# Накасима, Кадзуки
Кадзуки Накасима (яп. 中島かずき Накасима Кадзуки, род. 19 августа 1959, Тагава) — японский драматург и сценарист.

## Биография
Кадзуки Накасима родился в городе Тагава префектуры Фукуока в 1959 году. В детстве Накасима являлся поклонником сёнэн-манги и увлекался творчеством Сётаро Исиномори, Осаму Тэдзуки, Го Нагаи и Фудзио Акацуки. После окончания школы Кадзуки поступил в университет Риккё, а далее приступил к работе в издательстве Futabasha, в надежде когда-нибудь стать редактором или мангакой.
Начиная с 1977 года, Накасима стал интересоваться театральным искусством, и вскоре его знакомый по средней школе — режиссёр труппы «Синкансэн» — Хидэнобу Иноуэ предложил Кадзуки принять участие в спектакле Hono no Hyperstep. В 1985 году Накасима стал штатным драматургом этой труппы и написал для неё ряд пьес под общим названием «Кабуки Иноуэ» (яп. いのうえ歌舞伎 Иноуэ Кабуки), посвящённый различным эпизодам истории Японии. В 2003 году за создание пьесы «Атэруи» Накасима был награждён премией Мацуё Акимото от газеты «Асахи Симбун» и премией Кунио Кисиды.
С 2004 года Накасима начал выступать сценаристом в кинематографе. Первым его подобным опытом стал фильм-спектакль Seven Souls In The Skull Castle, являвший собой кинематографическую версию его пьесы 1990 года. В этом же году Кадзуки был подготовлен сценарий ремейка аниме-сериала Cutie Honey, выпущенного в том же году как OVA студией Gainax под названием Re: Cutie Honey. С 2006 года Накасима стал участвовать в создании сценариев различных франшиз токусацу.
В 2007 году Кадзуки продолжил сотрудничество со студией Gainax и стал основным сценаристом её нового проекта — сериала «Гуррен-Лаганн», после чего продолжил активную деятельность в сфере аниме, токусацу и манги. В 2014 году Накасима был награждён премией от журнала Newtype за сценарий к сериалу Kill la Kill. В 2019 году он вновь стал обладателем этой награды — на сей раз за сценарий к фильму «Промар».

## Работы

### Пьесы
- Oh! Edo Rocket (2001)

### Аниме
указаны работы в должности главного сценариста
- Re: Cutie Honey (2004)
- «Гуррен-Лаганн» (2007)
- Nodame Cantabile: Finale (2010)
- Kill la Kill (2013)
- Crayon Shin-chan: Intense Battle! Robo Dad Strikes Back[англ.] (2014)
- «Бэтмен-ниндзя» (2018)
- «Промар» (2019)
- BNA: Brand New Animal (2020)